# Гайдук, Михаил Георгиевич
Михаил Георгиевич Гайдук (1926—2000) — комбайнёр, Герой Социалистического Труда (1973).

## Биография
Михаил Гайдук родился 17 марта 1926 года на хуторе Киреево (ныне — Киреевка, Октябрьский район Ростовской области).
С 1941 год работал трактористом в машинно-тракторной станции. Участвовал в боях Великой Отечественной войны. В 1950 году Гайдук был демобилизован. Вернувшись на родину, работал комбайнёром в совхозе «Артёмовец».
За всю страду 1973 года Гайдук намолотил около 20000 центнеров зерна, а только за один день на комбайне «Колос» — 1119 центнеров.
Указом Президиума Верховного Совета СССР от 7 декабря 1973 года за «большие успехи, достигнутые во Всесоюзном социалистическом соревновании, и проявленную трудовую доблесть в выполнении принятых обязательств по увеличению производства и продажи государству зерна и других продуктов земледелия в 1973 году» Михаил Гайдук был удостоен высокого звания Героя Социалистического Труда с вручением ордена Ленина и медали «Серп и Молот».
Проживал в посёлке Новокадамово Октябрьского района.
Скончался 25 августа 2000 года.

## Награды и звания
- Был также награждён орденами Октябрьской Революции, Отечественной войны 2-й степени, Трудового Красного Знамени, Красной Звезды, Славы 3-й степени, рядом медалей[1].
- Заслуженный механизатор сельского хозяйства РСФСР.
- Гайдуку первому из сельских механизаторов присвоили звание «Лучший наставник Дона».